# Mount Carmel (Indiana)
Mount Carmel – miasto w Stanach Zjednoczonych, w stanie Indiana, w hrabstwie Franklin.